# Giro del Trentino 2012
Der 36. Giro del Trentino ist ein Rad-Etappenrennen, das vom 17. bis zum 20. April 2012 stattfindet. Es wird in vier Etappen über eine Gesamtdistanz von 511,6 Kilometern ausgetragen. Das Rennen ist Teil der UCI Europe Tour 2012 und dort in die Kategorie 2.HC eingestuft.

## Teilnehmer
An den Start gehen 17 Radsportteams, darunter fünf mit einer UCI ProTeam-Lizenz  und 12 UCI Professional Continental Teams.
Das letzte teilnehmende Team Idea ist das einzige UCI Continental Team.
| ProTeams AG2R La Mondiale Astana Pro Team BMC Racing Team                                                                                                | Lampre-ISD Liquigas-Cannondale                                                                 |
| Professional Continental Teams Androni Giocattoli-Venezuela Acqua & Sapone Colnago-CSF Inox Colombia-Coldeportes Team Europcar Farnese Vini-Selle Italia | Champion System SpiderTech-C10 Team NetApp Utensilnord Named UnitedHealthcare Pro Cycling Team |
| Continental Team | Team Idea                                                                                      |

## Etappen
| Etappe | Tag       | Start – Ziel                           | Typ                   | km    | Etappensieger            | Gesamtwertung            |
| ------ | --------- | -------------------------------------- | --------------------- | ----- | ------------------------ | ------------------------ |
| 1.     | 17. April | Riva del Garda – Arco MZF              | Mannschaftszeitfahren | 014,3 | (BMC)                    | Taylor Phinney (BMC)     |
| 2.     | 18. April | Mori – Sant’Orsola Terme               | Bergetappe            | 152,0 | Damiano Cunego (LAM)     | Mathias Frank (BMC)      |
| 3.     | 19. April | Pergine – Brenzone                     | Bergetappe            | 167,8 | Domenico Pozzovivo (COG) | Domenico Pozzovivo (COG) |
| 4.     | 20. April | Castelletto di Brenzone – Passo Pordoi | Hochgebirgsetappe     | 177,5 | Darwin Atapuma           | Domenico Pozzovivo (COG) |